# Anjuã
Anjuã (Anjouan; também escrita Ndzuwani ou Nzwani) é uma das ilhas do Arquipélago das Comores e está localizada a leste das outras duas ilhas principais (Grande Comore e Moéli) e a noroeste de Maiote, no norte do canal de Moçambique, sudoeste do oceano Índico.
A ilha tem autonomia administrativa, como subdivisão da República das Comores, tem uma área total de cerca de 424 km² e uma população (em 1991) de 240 000 habitantes. A sua capital é Mutsamudu, que corresponde a um dos municípios da ilha, o outro denominado Domoni, a antiga capital.
O seu ponto mais alto é o monte Ntingui, com 1 595 m de altitude.

## Galeria de imagens

Bandeira de Anjuã
Bandeira de Anjuã usada entre 1997 e 2012
Mapa de Anjuã